# Richard Tuggle
Richard Tuggle (Coral Gables, 8 agosto 1948) è uno sceneggiatore e regista statunitense, maggiormente noto per aver realizzato la sceneggiatura di Fuga da Alcatraz e la regia di Corda tesa, entrambi interpretati da Clint Eastwood.

## Filmografia

### Regista
- Corda tesa (Tightrope) (1984)
- La morte alle calcagna (Out of Bounds) (1986)

### Sceneggiatore
- Fuga da Alcatraz (Escape from Alcatraz), regia di Don Siegel (1979)
- Corda tesa (Tightrope), regia di Richard Tuggle (1984)
- I racconti della cripta (Tales from the Crypt) – serie TV, un episodio (1990)